# Vicente Genaro de Quesada
Vicente Genaro de Quesada (La Havane - Cuba, 19 septembre 1782 - † Hortaleza, province de Madrid, 15 août 1836) était un militaire et aristocrate espagnol avec le titre de Marquis de Moncayo.

## Débuts
Fils du gouverneur du Nicaragua Juan Nepomuceno de Quesada, originaire de Jaén et de María Josefa de Arango y Castillo, né à La Havane, il fut baptisé le 3 octobre 1782 en l'église du Santo Angel Custodio de La Havane.
Destiné par son père à la carrière militaire, il entra comme cadet en 1794 au troisième bataillon d'infanterie de Cuba, où il servit jusqu'en 1796. Cette année-là, il fut nommé par le roi cadet du régiment de gardes royaux espagnols. 

## Guerre d'indépendance espagnole
Arrivé à Madrid, il entra dans le corps des gardes wallonnes, participant aux combats du 2 mai 1808. Fuyant la capitale, il rejoint les militaires qui s'étaient réfugiés à Badajoz, où ils ont commencé à former l'armée qui devait affronter les français. Il fut nommé lieutenant-colonel, recevant le commandement du premier bataillon de volontaires de Placencia et peu après celui du 4º bataillon des gardes wallons. 
L'armée d'Extremadure alla combattre dans la région de Vieille-Castille. Quesada fut fait prisonnier durant la bataille de Burgos le 10 novembre 1808, après avoir reçu onze blessures. Il fut conduit au dépôt de prisonniers de Dijon en France. Après avoir tenté en vain par deux fois de s'échapper, il réussit à fuir jusqu'en Catalogne d'où il rejoint par mer Cadix. Revenu dans l'armée, il n'obtint pas le grade de brigadier qu'il pensait lui revenir. Il n'a participé à aucune action importante. Finalement il a été nommé gouverneur militaire et civil de Santander.

## Époque deFerdinand VII
Au retour de Ferdinand VII sur le trône, il obtint le grade de brigadier ainsi que diverses décorations comme compensation de son temps de captivité et pour sa participation à la guerre. Il s'opposa à la restauration de la Constitution espagnole de 1812. Il fut renvoyé et poursuivi. Il se réfugia en France. Là il participa activement au mouvement royaliste. Il fut nommé capitaine général de l'armée de Navarre à son retour en Espagne avec les troupes françaises de l'Expédition d'Espagne. Ferdinand VII étant rétabli sur le trône, Quesada obtint des commandements militaires à Grenade, Valence, Murcie et Guipuscoa, puis il fut nommé capitaine général de l'Andalousie en 1825, où il s'est fait remarquer en réduisant aussi bien les mouvements constitutionnalistes que les actions des brigands. En 1831 il fut nommé commandant général de la garde royale de l'infanterie et inspecteur général de l'infanterie de ligne et légère de l'armée, en étant basé à Madrid. 

## Première guerre carliste
À la mort de Ferdinand VII, les milieux politiques qui conseillaient la reine régente Marie-Christine, n'avaient pas confiance en la loyauté de Quesada. Ils estimaient que ses sympathies allaient au parti carliste qui commençait à se constituer. Ils essayèrent donc de l'éloigner de la Cour, en le faisant nommer capitaine général d'Andalousie. Quesada s'opposa fermement à ce qu'il considérait comme un exil et il réussit à convaincre le gouvernement de Francisco Cea Bermúdez de sa loyauté. À la suite de quoi, il fut nommé capitaine général de Vieille-Castille, en résidence à Valladolid. Il étouffa les révoltes carlistes menées par Jerónimo Merino (en) dans cette région. Il fut récompensé en recevant un titre; il choisit celui de marquis de Moncayo, possédant une terre de ce nom à Grenade.
Il laissa le commandement de Vieille-Castille pour remplacer Jerónimo Valdés (en) comme général en chef de l'Armée du Nord, en février 1834. Le 22 avril 1834, le convoi qu'il dirigeait fut défait à la bataille d'Alsasua par les carlistes commandés par le général Tomás de Zumalacárregui. 